# Dolj (Đakovica)
Pour les articles homonymes, voir Dolj et Dol.
Dol en albanais et Dolj en serbe latin (en serbe cyrillique : Дољ) est une localité du Kosovo située dans la commune/municipalité de Gjakovë/Đakovica, district de Gjakovë/Đakovica (Kosovo) ou de Pejë/Peć (Serbie). Selon le recensement kosovar de 2011, elle compte 872 habitants, dont une majorité d'Albanais.

## Démographie

### Évolution historique de la population dans la localité
| 1948 | 1953 | 1961 | 1971 | 1981 | 1991 | 2011 |
| ---- | ---- | ---- | ---- | ---- | ---- | ---- |
| 362  | 407  | 468  | 579  | 837  | 854  | 872  |

|  |